# 808 State
Gli 808 State sono un gruppo di musica elettronica britannico fondato a Manchester.
Pionieri dell'acid house e della techno nel Regno Unito, si ispirano al funk, alla musica contemporanea, al post-punk e alla fusion di Weather Report ed Herbie Hancock, riportando alla memoria la "musica del quarto mondo" di Jon Hassell. Secondo le parole di Piero Scaruffi: «funsero da ponte fra la disco-music romantica dei New Order e l'arido techno degli anni '90». Stando alla loro monografia di AllMusic, avrebbero ispirato molte generazioni di musicisti techno, IDM e alternative dance.
Il loro nome ha origine dal modello di drum machine Roland TR-808.

## Storia
Alla fine degli anni ottanta, Gerald Simpson e Graham Massey, che aveva in precedenza militato nei Biting Tongues, formarono il collettivo hip hop Hit Squad. Il gruppo era solito esercitarsi nell'Eastern Bloc, un negozio di dischi mancuniano di cui Martin Price era il comproprietario. Simpson, Massey e Price formarono un gruppo acid house che prenderà successivamente il nome di 808 State.
Il loro primo disco Newbuild (1988), di carente distribuzione, verrà riscoperto undici anni dopo, quando verrà pubblicata una sua ristampa. Tra i primi singoli degli 808 State è degno di nota Pacific State, successo underground entrato nella Top 10 e contenuto negli album Quadrastate (1989) e 90 (1989). Quest'ultimo, in modo particolare, ricevette giudizi molto positivi ed è considerato una delle vette artistiche del gruppo.
Nel 1989, dopo un diverbio con gli altri membri, Simpson avviò la carriera solista usando la sigla A Guy Called Gerald. Nel frattempo, entrarono nel gruppo Andrew Barker e Darren Partington.
Il loro album di maggiore successo commerciale è Ex:el (1991), più eclettico delle prove precedenti, con un suono che flirta con la fusion, l'exotica, lo space age pop, l'hip hop e la musica industriale. Alle sessioni del disco parteciparono Björk e Bernard Sumner (Joy Division e New Order). L'album ebbe buoni riscontri anche sul punto di vista commerciale, entrando al terzo posto delle classifiche britanniche.
Gorgeous (1993) è il primo album registrato senza Price. Seguirono Don Solaris (1996) e il mal accolto Outpost Transmission (2002). Vennero intanto pubblicate alcune antologie (Forecast, 1993;  808:88:98 - 10 Years Of 808 State, 1998). Dopo la dipartita di Partington, che venne arrestato per spaccio di droga nel 2015, e la morte di Barker, avvenuta nel 2021, Massey rimase l'unico membro del gruppo. Dopo molti anni uscì Transmission Suite (2019).

## Formazione

### Attuale
- Graham Massey – tastiere, programmazione, chitarra, sassofono

### Ex membri
- Gerald Simpson – tastiere
- Martin Price – tastiere
- Darren Partington – tastiere, conga, batteria elettronica
- Andy Barker – tastiere, basso

## Discografia

### Album in studio
- 1988 – Newbuild
- 1989 – Quadrastate
- 1989 – 90
- 1991 – Ex:el
- 1992 – Gorgeous
- 1996 – Don Solaris
- 2002 – Outpost Transmission

### Album compilation
- 1993 – Forecast
- 1998 – 808:88:98
- 2004 – Prebuild
- 2011 – Blueprint